# Cyrtopodion sagittiferum
Cyrtopodion sagittiferum är en ödleart som beskrevs av  Alexander Nikolsky 1900. Cyrtopodion sagittiferum ingår i släktet Cyrtopodion och familjen geckoödlor. IUCN kategoriserar arten globalt som otillräckligt studerad.
Artens utbredningsområde är Iran. Inga underarter finns listade i Catalogue of Life.